# Rima Delisle
Rima Delisle és una estructura geològica del tipus rima a la superfície de la Lluna, situada amb el sistema de coordenades planetocèntriques a 31.4 ° de latitud N i -31.78 ° de longitud E. Fa un diàmetre de 57.6 km. El nom va ser fet oficial per la UAI l'any 1985 i fa referència al cràter Delisle.